# Nepomuk (stad)
Nepomuk är en stad i Plzeň i västra Tjeckien. Per den 1 januari 2016 hade staden 3 755 invånare.

## Kända personer
- Johannes Nepomuk, helgon